# Розен, Карл Густав фон
Граф Карл Гу́став фон Ро́зен (швед. Carl Gustaf von Rosen; 19 августа 1909 — 13 июля 1977) — шведский военный лётчик, «пионер шведской авиации». Выполнял гуманитарные, разведывательные миссии в ряде конфликтов, а также боевые задачи в Финляндии и Биафре. Сражаясь на стороне мятежной Биафры во время гражданской войны в Нигерии, использовал небольшой самолёт Мальмё MFI-9 для массированных атак на наземные цели. Погиб во время Огаденской войны, оказывая помощь беженцам с воздуха.

## Детство и семья

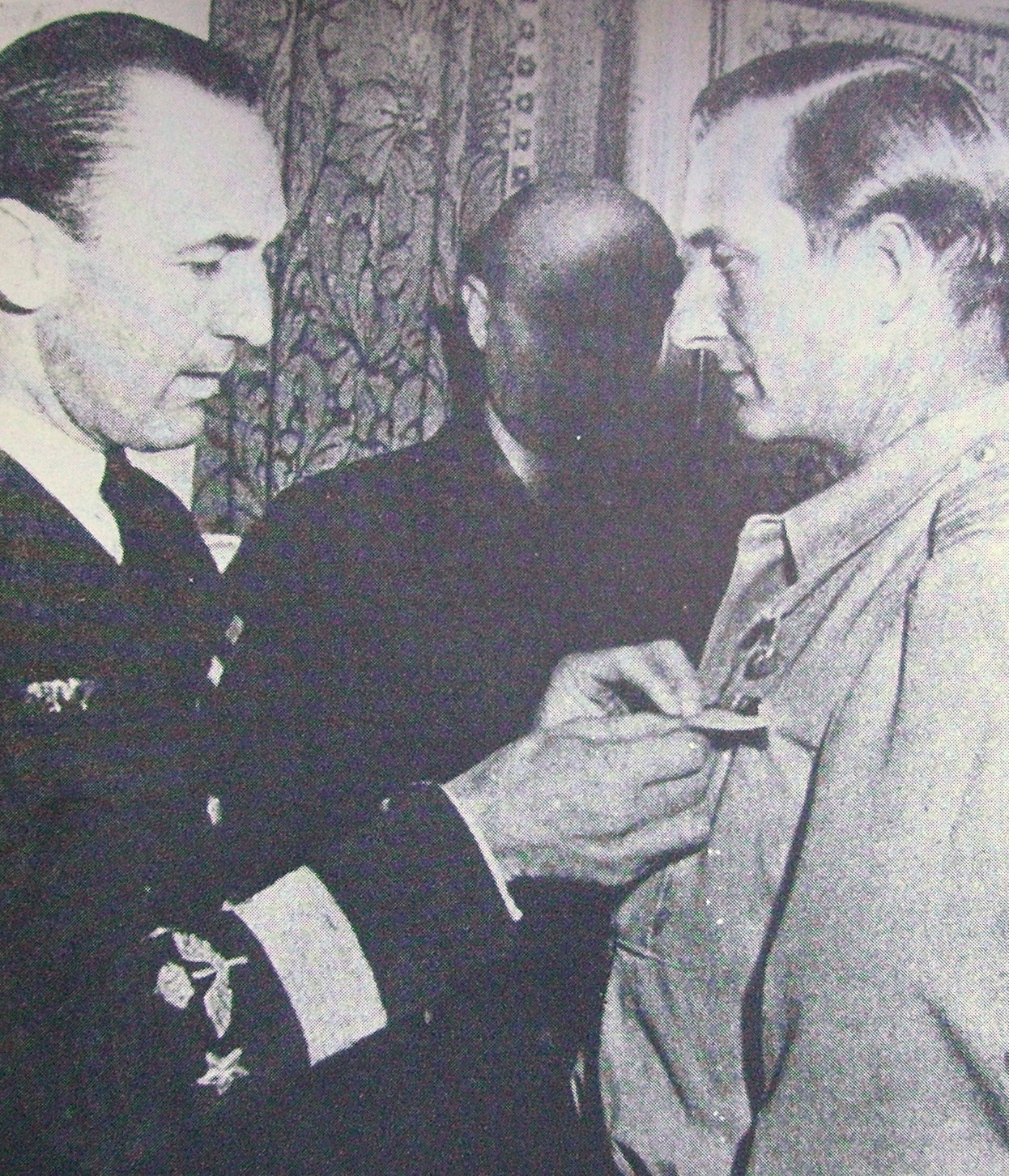
Карл Густав фон Розен (справа) получает награду от Бена Нордешельдта.

Фон Розен родился в городе Хелгеста, в муниципалитете Флен, Сёдерманланд, Швеция. Он — сын исследователя Эрика фон Розена и племянник Карин Геринг, жены Германа Геринга. Карл имел серьёзные разногласия со своей семьёй, и Энтони Моклер называл его «белой вороной в своей семье».
Он с детства интересовался механикой и был просто влюблён в авиацию, частично — за счёт влияния Германа Геринга, который был асом в Первой мировой войне, а затем главой Люфтваффе. Путь к собственной лётной карьере фон Розен начал сначала авиаслесарем, а затем пилотом в воздушном цирке, где как раз и приобрёл опыт высшего пилотажа и навыки, которые помогли ему в его дальнейшей карьере лётчика.

## Вторая Итало-абиссинская война
Когда Италия при Бенито Муссолини в 1935 году напала на независимую Эфиопскую империю, фон Розен присоединился к воздушной миссии Красного Креста, доставляя по воздуху продовольствие, медикаменты и предметы первой необходимости. Он также нередко вывозил раненых с поля боя в чрезвычайно опасных условиях. В непосредственных боевых действиях в этой войне участия он не принимал, но получил химические ожоги от использовавшегося итальянцами иприта.

## Вторая мировая война
После возвращения с войны в Эфиопии фон Розен отправился в Нидерланды, чтобы поступить на работу в авиакомпанию KLM. Он женился на голландке, но их счастье было недолгим, так как вскоре началась Вторая мировая война.
Когда советские войска вторглись в Финляндию во время Зимней войны, фон Розен оставил работу и вступил в финскую армию в качестве лётчика-наёмника, пилотирующего бомбардировщик. Год спустя, когда немцы напали на Нидерланды, фон Розен отправился в Великобританию и попытался поступить на службу в Королевские Военно-воздушные силы Великобритании, но ему было в этом отказано из-за его родства с Германом Герингом. Жена фон Розена присоединилась к голландскому Сопротивлению и была убита во время войны, сам же фон Розен продолжал работать на KLM, совершая весьма опасные перелёты между Лондоном и Лиссабоном.

## После войны
В период 1945—1956 годов фон Розен работал в Эфиопии в качестве инструктора императорских эфиопских ВВС. Несмотря на его ценные услуги эфиопскому правительству, против него плелись интриги, в особенности его помощником Ассефом Ауне, который в конце концов сделал условия работы для него невыносимыми, и он в итоге вернулся в Швецию. Затем фон Розен служил личным пилотом генерального секретаря ООН Дага Хаммаршёльда. Однако в день того вылета, который закончился в ночь на 18 сентября 1961 года авиакатастрофой и гибелью Хаммаршёльда под Ндолой, фон Розен был болен и не мог лететь, поэтому пилотировал самолёт генсека другой шведский пилот, Пер Галлонквист.

## Война в Биафре
Деятельность фон Розена в Африке не закончилась в Конго. Он приобрёл международную известность семь лет спустя, когда выполнял гуманитарные, а затем и боевые миссии во время Гражданской войны в Нигерии, помогая самопровозглашённой республике Биафра; одним из самых известных его вылетов является полёт на Douglas DC-7 от Сан-Томе до Ули на высоте лишь немного выше уровня моря в августе 1968 года.
Испытывая отвращение к страданиям, которые нигерийское правительство причиняло биафрианцам, и к постоянным бомбардировкам нигерийскими ВВС мятежной территории, он разработал план сотрудничества с французской секретной службой для нанесения ответного удара. Он организовал ввоз в страну пяти гражданских однодвигателевых Malmö MFI-9 производства Saab Ab, которые, как ему было известно, первоначально разрабатывались в качестве штурмовиков. Самолёты были покрашены в цвет хаки, оснащены ракетами из Матры, а лётчиками на них стали друзья фон Розена, сформировавшие эскадрилью «Младенцы Биафры», которая стала атаковать аэродромы нигерийских ВВС, с которых они наносили удары по гражданским объектам в Биафре. 22 мая 1969 года и в течение нескольких последующих дней фон Розен и его пять самолётов активно атаковали нигерийские аэродромы в Порт-Харкорте, Энугу, Бенине и других местах. Нигерийцы были застигнуты врасплох, и ряд дорогостоящих самолётов, в том числе несколько МиГ-17 и три из шести принадлежавших Нигерии бомбардировщиков Ил-28 были уничтожены на земле.
Одним из наиболее интересных товарищей фон Розена в его эскадрилье был Линн Гаррисон, экс-лётчик-истребитель Канадских ВВС. Он рассказал графу о методе грамотного сбрасывания мешков со снабжением с самолётов, применяемым в Канаде для снабжения отдалённых территорий без порчи содержимого. Он показал, как мешок с пищей помещается внутрь большого мешка, перед тем как сбрасывается вниз. Когда груз падал на землю, внутренний мешок разрывался от удара, но внешний мешок сохранял содержимое целым и невредимым. С помощью этого метода тонны продовольствия были сброшены многим мирным жителям Биафры в осаждённых районах, которые в противном случае умерли бы от голода. Несмотря на его спорные методы, фон Розен остался в истории как один из людей, больше всего сделавших для развития гуманитарных воздушных миссий в отдалённые регионы во время военных конфликтов.

## Возвращение в Эфиопию
В 1974 году он прилетел в Эфиопию, чтобы помогать жертвам голода и засухи.
Последние свои подвиги фон Розен тоже совершил в Африке — в 1977 году, участвуя в Огаденской войне между Эфиопией и Сомали. Он снова оказывал помощь беженцам с воздуха, но был убит на земле 13 июля 1977 года во время внезапной партизанской атаки сомалийцев возле города Годе.